# Anže Florjančič
Anže Florjančič (* 16. März 1990 in Ljubljana, SR Slowenien) ist ein ehemaliger slowenischer Eishockeyspieler, der zuletzt bis 2012 bei HDD Olimpija Ljubljana unter Vertrag stand.     

## Karriere
Anže Florjančič begann seine Karriere als Eishockeyspieler in seiner Heimatstadt in der Nachwuchsabteilung des HK Slavija Ljubljana, für den er von 2006 bis 2008 in der slowenischen Eishockeyliga aktiv war. Anschließend wechselte der Flügelspieler zu dessen Stadtnachbarn HDD Olimpija Ljubljana. Für diesen gab er in der Saison 2009/10 sein Debüt in der Österreichischen Eishockey-Liga. In 14 Spielen gab er dabei zwei Torvorlagen. Parallel spielte er für den HDD Olimpija weiterhin in der slowenischen Eishockeyliga sowie in der Slohokej Liga. Auch in den Spielzeiten 2010/11 und 2011/12 spielte er für Ljubljana in der Slohokej Liga.   

### International
Für Slowenien nahm Florjančič im Juniorenbereich an der U18-Junioren-Weltmeisterschaft der Division I 2008 sowie den U20-Junioren-Weltmeisterschaften der Division I 2009 und 2010 teil. 

## EBEL-Statistik
(Stand: Ende der Saison 2010/11)